# Никола Саранов
 Тази статия е за революционера.  За юриста, негов внук, вижте Никола Саранов (юрист).  
Никола Венков Саранов е български просветен деец, общественик и революционер.

## Биография
Роден е в Габрово през 1854 година. Първоначално и класно образование получава в родния си град. През учебната 1868/1869 година, четвъртият клас на Габровското училище е закрит, тъй като тримата учители са затворени в Търново и Саранов прекъсва обучението си. Въпреки силното си желание да учи, е принуден да стане чирак в манифактура за изработване на панталони.
През 1869 – 1870 година Габровската градска община решава да изпрати един ученик в педагогическото училище в град Щип при тамошния учител Йосиф Ковачев, който да изучи новата звучна метода. Избират Саранов, защото неговите учители го познават добре като изключително ученолюбив, способен и прилежен ученик. В Щип прекарва почти 2 години като посещава педагогически курс. През май 1871 година се завръща в Габрово и е назначен за учител в първоначалното училище. Заедно с Цветко Самарджиев преподава и в средното училище – „Даскал Цвятковото“. Там води обучение на деца от второ отделение.
От 1871 до 1876 година Саранов се изявява като активен общественик, писател и революционер, член на габровския революционен комитет. Саранов се проявява и като добър учител-педагог и като даровит оратор. През декември 1872 година по време на посещението на Иларион Макариополски в Габрово Саранов произнася подходящо слово от името на ученическото дружество. Той е секретар на казалийския смесен съвет. На събранието на старейшините от всички махали, проведено на 30 декември 1875 година, Саранов държи политическа реч.
Саранов участва в подготовката на Априлското въстание. На 12 май 1876 година заедно с други габровски учители той е откаран в търновския затвор и е освободен едва, когато идват в Търново руските войски. След войната в Търново е образувано губернаторство и Саранов е назначен на работа в губурнаторската канцелария. Там работи кратко време и решава да се завърне отново учител в родния си град.
През 1879 година Никола Саранов води педагогически курсове за учители в Габрово и в Горна Оряховица. През 1885 година учителства в Старозагорската девическа гимназия. От 1886 година е учител в Софийската девическа гимназия. Учителската му кариера приключва през 1909 година. Бил е народен представител и главен секретар на Министерството на търговията и земеделието.
Саранов е сътрудник на вестник „Македония“ в Цариград и на други български периодични издания. Писал е и учебници, някои от които многократно преиздавани.
След кратко боледуване умира на 6 октомври 1915 година на 61-годишна възраст в София.

## Съчинения
- 1875 г. – буквар „Нов бащин и майчин език“;
- 1880 г. – читанка за първо отделение и ръководство за основните учители;
- 1881 г. – втора читанка за второ отделение;
- 1882 г. трета читанка за трето отделение;
- 1883 г. четвърта читанка за четвърто отделение;